# Berg (Starnberg)
Berg é um município da Alemanha, no distrito de Starnberg, na região administrativa de Oberbayern, no estado de Baviera.